# 計成久
計成久（16世紀—17世紀），號葛初，江西九江府彭澤縣人，明朝政治人物。

## 生平
計成久是萬曆三十七年（1609年）己酉科江西鄉試舉人，天啟五年（1625年）授海豐知縣，當地臨海多倭寇，他到任後防禦有方，盜賊都願受招撫，地方得以安寧，人民為他立生祠，又入祀名宦祠，著有《知新錄》。

## 引用
1. 1 2  同治《彭澤縣志·卷十一·人物志》：計成久，號葛初，中萬厯己酉鄉試，任廣東海豐令，地近海倭屢為患，久至廉惠孚民，防禦有方，寇不敢窺，願聽招撫，積寇以平，鄰邑俱賴以安，海豐為立生祠，崇祀名宦，著有《知新錄》藏於家。